# خورشیدگرفتگی ۹ ژوئیه ۱۸۸۸
در ۹ ژوئیه ۱۸۸۸ یک خورشیدگرفتگی رخ داد. خورشیدگرفتگی زمانی رخ می‌دهد که ماه بین زمین و خورشید قرار بگیرد، بنابراین ماه جلوی نور خورشید را می‌گیرد.
این دومین از سه گرفتگی جزئی بود که در آن سال اتفاق افتاد، آخرین مورد در تاریخ ۱۱ فوریه بود و بعد در ۷ اوت در نیمکره شمالی این آخرین چهار سالگرد خورشید ۱۱۵ بود که بعداً در ۲۱ ژوئیه ۱۹۰۶ رخ داد. آخرین در ۱۲ اوت ۱۹۴۲ بود. این دومین باری بود که در تاریخ ۱۱ فوریه سال ۱۹۰۶ میلادی و در ۱۲ اوت ۱۹۴۲ میلادی برگزار شد. این دومین کسوفی بوده‌است که در سال ۱۸۸۸ رخ داده. کسوف‌های دیگری که رخ داده در ۱۱ فوریه ۱۹۰۶ و ۷ اوت و ۲۱ ژوئیه ۱۹۰۶ و ۱۲ اوت ۱۹۴۲ بوده‌است.

## لینک‌های دیگر
- Google interactive maps
- Solar eclipse data